# Abdul-Hamid al II-lea
Abdul-Hamid al II-lea sau Abdülhamid al II-lea (în turca otomană: عبد الحميد ثانی `Abdü’l-Ḥamīd-i sânî, în turcă İkinci Abdülhamit) (n. 21 septembrie 1842, Constantinopol, Imperiul Otoman – d. 10 februarie 1918, Üsküdar⁠(d), Istanbul Vilayet⁠(d), Turcia) a fost al 34-lea sultan al Imperiului Otoman. A domnit de pe 31 august 1876 până la detronarea sa la 27 aprilie 1909. Pe 23 decembrie 1876, sub presiunea aliaților  europeni ai Imperiului, revoltați de cruzimea suprimării revoltelor din Bosnia-Herțegovina și Bulgaria, a decretat prima Constituție a Imperiului Otoman, consfințindu-se astfel trecerea de la monarhia absolutistă la monarhia constituțională. În constituția publicată la 23 decembrie 1876, România era prevăzută printre provinciile imperiului, fapt ce a provocat protestele guvernului român. Prima perioadă constituțională s-a încheiat în urma tulburărilor istorice la 13 februarie 1878 prin dizolvarea Parlamentului.
A condus Imperiul în războiul ruso-turc din 1877-1878. Războiul a avut ca urmări pierderea a două treimi din teritoriile din Balcani ale Imperiului Otoman, în urma tratatelor de pace de la San Stefano și Berlin. În 1882 Egiptul s-a desprins cu totul de Imperiul Otoman, intrând sub dominația Marii Britanii. În 1895-1896 a permis săvârșirea unor masacre comise de turci și kurzi împotriva armenilor. A fost înlăturat în 1909 de mișcarea Junilor Turci, murind exilat și încarcerat la Thesalonic.
Abdülhamid s-a folosit de panislamism pentru a-și consolida dominația absolutistă internă și pentru a mobiliza opinia musulmană din afara imperiului, creând astfel dificultăți pentru puterile imperiale europene în coloniile lor musulmane. Calea ferată din Hejaz, finanțată prin contribuții musulmane din întreaga lume, a fost o expresie concretă a politicii sale.
În demersul său de aderare la tron, a colaborat cu tinerii otomani pentru a realiza o anumită formă de aranjamente constituționale. Această nouă formă, în spațiul său teoretic, a fost concepută astfel încât să contribuie la realizarea unei tranziții liberale cu argumente islamice, care ar putea echilibra normele occidentale. 